# Etsha 6
Etsha 6 é uma vila localizada no Distrito do Noroeste em Botswana. Possuía, em 2011, uma população estimada de 3 130 habitantes.